# 2021 au Québec
Cet article traite des événements survenus en 2021 au Québec. 

## Événements

### Janvier
- 3 janvier - Le Québec enregistre un nouveau record avec 2 869 nouveaux cas de Covid-19. Plus de 1 300 cas ont été enregistrés à Montréal[1].
- 6 janvier - François Legault annonce un confinement plus strict qui durera du 9 janvier au 8 février. Un couvre-feu sera instauré de 20 heures à 5 heures. Les commerces non essentiels resteront fermés. Les écoles primaires ouvriront le 11 janvier, les écoles secondaires le 18. 250 000 personnes devraient être vaccinées d'ici le 8 février. Les secteurs manufacturier et de la construction resteront ouverts[2].
- 9 janvier - Le Québec fracasse un nouveau record avec 3 127 nouveaux cas de Covid-19[3].
- 13 janvier - Accusé de nouveau d'agression sexuelle, l'ancien chef du Parti québécois André Boisclair est arrêté puis relâché sous certaines conditions[4].
- 14 janvier - L'Impact de Montréal devient le CF Montréal[5].
- 21 janvier - Lors d'une conférence de presse, François Legault déclare que le nombre trop élevé d'hospitalisations (1 400) ne l'incite pas «à tout rouvrir» dans les prochaines semaines[6].
- 23 janvier - La police de Montréal intervient trois fois en 24 heures pour disperser des rassemblements illégaux des Juifs hassidiques à Outremont. Les rassemblements avaient lieu dans des synagogues. Certains des contrevenants ont agressé des policiers. Les personnes impliquées faisaient fi des règlements sanitaires concernant la Covid-19[7].
- 29 janvier - Une entente de principe est conclue entre Québec solidaire et ses employés de l'Assemblée nationale. C'est une première au Parlement de Québec[8].

### Février
- 2 février - 
  - Le premier ministre canadien Justin Trudeau annonce que la compagnie Novavax produira à partir de cet été des vaccins à Montréal si ceux-ci sont approuvés par Santé Canada[9].
  - Québec revient au code de couleurs et annonce certains assouplissements. Le Bas-Saint-Laurent, la Gaspésie, la Côte-Nord, le Saguenay-Lac Saint-Jean, l'Abitibi-Témiscamingue et le Nord-du-Québec passent en zone orange. Le reste du Québec reste en zone rouge. Dans toutes les régions, les commerces non essentiels et les musées rouvriront le 8 février. L'activité reprend dans les restaurants et les centres de conditionnement physique dans les zones orange. Le couvre-feu est maintenu dans toutes les zones mais, dans la zone orange, il commencera à 21 heures 30[10].
- 5 février - La Cour supérieure donne raison aux Juifs hassidiques qui pourront se réunir 10 personnes par salle dans les lieux de culte[11].
- 6 février - Le nombre de morts dues à la Covid-19 dépasse maintenant le nombre de 10 000[12].
- 15 février - L'auteur-compositeur-interprète et indépendantiste Raymond Lévesque meurt à 92 ans de la Covid-19[13].
- 16 février - François Legault annonce l'ouverture des cinémas, des piscines et des arénas pour le 26 février. La région de l'Outaouais passe en zone orange. Le couvre-feu est maintenu[14].
- 23 février - François Legault annonce un plan de vaccination pour les 85 ans et plus dans les deux prochaines semaines[15].
- 24 février - Benoit Charette devient ministre de la Lutte contre le racisme. Lucie Lecours devient ministre déléguée à l'Économie[16].

### Mars
- 2 mars - Le ministre de la Santé, Christian Dubé, annonce que les Québécois pourront se faire vacciner dans les pharmacies à partir du 15 mars[17].
- 3 mars - François Legault annonce que les régions de Montréal, Laval, Laurentides, Lanaudière et Montérégie seront les seules régions du Québec à rester en zone rouge à partir du 8 mars. Toutes les autres régions passent en zone orange. Le Québec devait recevoir 800 000 doses de vaccins en mars[18].
- 7 mars - Des milliers de personnes manifestent pour la remise en place des sports organisés devant l'Assemblée nationale[19].
- 11 mars - Une cérémonie commémorant les 10 500 morts de la Covid-19 depuis un an au Québec a lieu devant l'Assemblée nationale[20].
- 12 mars - La ministre Isabelle Charest annonce un déconfinement progressif dans les activités sportives. Les centres de conditionnement physique pourront rouvrir en zone rouge. Les activités extérieures pourront réunir 8 personnes en zone rouge et 12 en zone orange. Les saunas et spas ouvriront leurs portes dans les deux zones[21].
- 16 mars - François Legault annonce qu'en zone rouge le couvre-feu passera à 21 heures 30. La Gaspésie, la Côte-Nord et le Nord-du-Québec passent en zone jaune évitant ainsi le couvre-feu. Selon le premier ministre, tous les Québécois qui le désirent auront leur première dose de vaccin d'ici le 24 juin[22].
- 17 mars - Le maire de Québec, Régis Labeaume, et François Legault se rencontrent et annoncent une entente sur le projet de tramway à Québec. Ce projet doit coûter 3,3 milliards de dollars[23].
- 24 mars - Il y a maintenant plus d'un million de Québécois qui ont reçu une première dose de vaccin contre la Covid-19[24].
- 25 mars - Le troisième budget caquiste annonce un déficit budgétaire de 15 milliards de dollars pour 2020-2021. Il diminuera à 12,3 milliards en 2021-2022. L'équilibre budgétaire devrait être atteint en 2027-2028. 5,2 milliards de dollars de plus sont prévus pour la santé. La pandémie aura coûté 8,9 milliards en deux ans pour le réseau de la santé[25].
- 26 mars - Malgré la hausse des nouveaux cas au Québec, ce qui laisse présager une troisième vague, le gouvernement décrète de nouveaux assouplissements. Les salles de spectacles et les salles de conditionnement physique sont désormais ouverts en zones rouges. Les lieux de culte pourront accueillir 250 personnes. La Gaspésie, la Côte-Nord et le Nord-du-Québec passent en zone jaune[26].
- 27 mars - Pour la première fois depuis le 13 février, le nombre de nouveaux cas de Covid-19 est monté au-dessus de 1 000 soit 1 009. Il y a maintenant plus de 50 000 vaccinations par jour dans la province[27].
- 31 mars - Devant la montée fulgurante des cas de Covid-19 dans ces villes, François Legault annonce le retour du couvre-feu à 20 heures et la fermeture des commerces non essentiels à Québec, Lévis et Gatineau jusqu'au 12 avril[28].

### Avril
- 6 avril - Le gouvernement annonce de nouvelles mesures restrictives sanitaires pour la région du Grand Montréal. De plus, il annonce qu'à partir du 8 avril, le vaccin AstraZeneca sera offert sans rendez-vous à tous les 55 ans et plus[29].
- 8 avril - Lors d'une deuxième conférence de presse en 2 jours, François Legault prolonge les mesures d'urgence décrétées le 31 mars jusqu'au 18 avril. Le couvre-feu est ramené à 20 heures à Montréal et Laval. Plusieurs régions sont sous haute surveillance à cause des variants[30].
- 11 avril - Des centaines de personnes manifestent dans le Vieux-Montréal contre l'imposition à nouveau du couvre-feu à 20 heures. Ils vandalisent plusieurs commerces du quartier. Les pompiers sont obligés d'intervenir[31].
- 13 avril - Les mesures d'urgence sanitaire à Québec, dans l'Outaouais et en Chaudière-Appalaches sont maintenues jusqu'au 25 avril. Il y a maintenant 2 millions de personnes de vaccinées au Québec[32].
- 15 avril - L'actrice Patricia Tulasne accuse Gilbert Rozon de l'avoir violée en 1994 et le poursuit au civil pour 1,6 million de dollars[33].
- 16 avril - Le gouvernement Legault officialise le décret pour le projet de tramway à Québec[34].
- 17 avril - Éric Duhaime est élu chef du Parti conservateur du Québec. Il a obtenu 95 % du vote. Le parti compte 14 000 membres[35].
- 20 avril
  - La Cour supérieure déclare légale la loi 21 sur la laïcité mais suspend ses articles concernant les commissions scolaires anglophones et les élus de l'Assemblée nationale[36].
  - Les mesures sanitaires strictes à Québec, dans Chaudière-Appalaches et en Outaouais sont maintenues jusqu'au 3 mai. L'âge minimal pour recevoir le vaccin AstraZeneca sera maintenant de 45 ans[37].
- 21 avril - Sa fille Françoise écrit que Benoît Pelletier est gravement malade de la Covid-19 à l’Hôpital de Hull[38].
- 27 avril - Le gouvernement annonce que les écoles primaires ouvriront le 3 mai dans la région de Québec. À Montréal et à Laval, le couvre-feu passe de 20 heures à 21 heures 30. La situation reste inchangée en Outaouais[39].
- 29 avril - Le ministre de la Santé, Christian Dubé, rend public son plan de vaccination pour les personnes âgées de 18 à 59 ans. Dans deux semaines, tous les Québécois âgés de moins de 60 ans pourront prendre rendez-vous pour obtenir leur vaccin. Dubé annonce également que le Bas-Saint-Laurent auront les mêmes mesures sanitaires strictes que la région de Québec, à cause du nombre croissant de personnes infectées[40].

### Mai
- 1er mai - 
  - Le salaire minimum augmente de 40 cents pour s'établer à 13,50 $ l'heure[41].
  - 30 000 personnes manifestent contre les mesures sanitaires du gouvernement Legault à Montréal. Le chef du Parti populaire du Canada, Maxime Bernier, se trouve parmi les meneurs[42].
- 3 mai - La Commission spéciale sur les droits des enfants et la protection de la jeunesse, présidée par Régine Laurent, propose une soixantaine de recommandations dont une charte de protection de la jeunesse et la nomination d'un commissaire au bien-être et aux droits des enfants[43].
- 4 mai
  - La ministre déléguée au Développement économique régional, Marie-Eve Proulx, annonce sa démission. Elle garde cependant son poste de député[44].
  - François Legault annonce des assouplissements des mesures sanitaires dans plusieurs régions dont Québec, Lévis, Bellechasse et Montmagny-L'Islet. Les commerces non essentiels pourront ainsi ouvrir[45].
- 5 mai - Le maire de Québec, Régis Labeaume, annonce qu'il ne se représentera pas à la prochaine élection municipale en novembre prochain[46].
- 9 mai
  - Le palais de justice de Roberval est détruit par un incendie. Il s'agissait d'un bâtiment historique qui datait de 1912[47].
  - L'Estrie passe en zone rouge. La hausse des cas de Covid-19 explique la décision[48].
- 12 mai - Le ministre responsable de la langue française, Simon Jolin-Barrette, dépose le projet de loi 96 visant à réformer la loi 101. Un projet de loi était devenu nécessaire devant le recul du français à Montréal. Celui-ci crée un ministère de la langue française et un poste de commissaire à la langue française qui traitera les plaintes du citoyen. Il renforcera le mandat de l'Office québécois de la langue française. Les entreprises de 25 employés et plus seront assujettis à la loi 101. Les places disponibles dans les cégeps anglophones seront contingentées. Pour protéger sa loi, le gouvernement déclare qu'il aura recours à la clause dérogatoire[49].
- 14 mai - Martine Ouellet fonde le parti Climat Québec qui doit mettre l'emphase sur l'écologisme et l'indépendance du Québec[50].
- 16 mai - Manon Massé ne souhaite plus être cheffe parlementaire de Québec solidaire à l'Assemblée nationale. Elle cède son poste à Gabriel Nadeau-Dubois[51].
- 17 mai - Le gouvernement Legault officialise le troisième lien entre Québec et Lévis, un tunnel étagé de 8,3 km qui permettra le passage d'un centre-ville à un autre. Le coût est d'environ 7 à 10 milliards de dollars et la construction s'étalera sur une dizaine d'années[52].
- 18 mai - François Legault annonce un plan de déconfinement graduel. Le couvre-feu prendra fin le 28 mai. La plupart des régions passeront en zone orange le 31 mai, en zone jaune le 14 juin et en zone verte le 28 juin. À la fin août, la très grande majorité des Québécois devraient avoir reçu leurs deux doses de vaccins et tout reviendrait à la normale en automne[53].

### Juin
- 2 juin - Le ministre de l'Économie, Pierre Fitzgibbon, doit se retirer du conseil des ministres à cause d'une apparence de conflit d'intérêts[54].
- 3 juin - Le gouvernement rend public le calendrier de la deuxième dose. Les prises de rendez-vous s'étendront du 7 au 23 juin[55].
- 4 juin - Le député de Bonaventure, Sylvain Roy, quitte le Parti québécois. Il siégera maintenant comme député indépendant[56].
- 6 juin - La Déesse des mouches à feu obtient le prix du meilleur film lors du Gala Québec Cinéma. Sébastien Ricard reçoit le prix du meilleur acteur dans Le Club Vinland, Émilie Bierre celui de la meilleure actrice dans Les Nôtres[57].
- 10 juin - L'UPAC présente ses excuses au député Guy Ouellette qui a été arrêté injustement en octobre 2017[58].
- 16 juin - La députée Claire Samson est exclue du caucus de la CAQ pour avoir fait un don de 100 $ au Parti conservateur du Québec dirigé depuis peu par Éric Duhaime[59].
- 18 juin - Claire Samson se joint officiellement au Parti conservateur du Québec[60].
- 21 juin - Une tornade s'abat sur la ville de Mascouche faisant un mort[61].
- 22 juin - Le gouvernement annonce que tout le Québec passera en zone verte (zone «vigilance») le 28 juin. À partir du 25 juin, les festivals pourront accueillir 3 500 personnes[62].

### Juillet
- 5 juillet - Le ministre de la Santé, Christian Dubé, déclare que, s'il y a une quatrième vague de Covid-19 à l'automne, il n'y aura pas de reconfinement. Par contre, certains services comme les commerces non essentiels pourraient être refusés à ceux qui n'ont pas reçu deux doses de vaccin[63].
- 8 juillet - Le gouvernement annonce que les personnes ayant reçu deux doses de vaccin pourront utiliser une preuve vaccinale pour avoir droit à des services non essentiels si une quatrième vague devait survenir à l'automne[64].
- 16 juillet - Afin d'encourager la vaccination, le gouvernement crée une Loto-Vaccin dont les lots totaliseront 2 millions $[65].

### Août
- 1er août - De nouveaux assouplissements entrent en vigueur au Québec. Les bars et les restaurants pourront offrir de l'alcool plus tardivement et 15 000 personnes seront autorisées à assister à des spectacles à l'extérieur[66].
- 5 août - C'est le début d'une quatrième vague de Covid-19. François Legault annonce qu'un passeport vaccinal sera bientôt mis en place. Le bilan quotidien est de 305 nouveaux cas alors qu'il était de 184 la journée d'avant[67].
- 10 août - Le ministre de la Santé, Christian Dubé, officialise le passeport vaccinal à partir du 1er septembre. Il servira pour les activités et services non essentiels dont les festivals et les lieux intérieurs à grande capacité. Il servira aussi pour les bars, les restaurants et les centres de conditionnement physique. Pour le moment, les commerces de détail ne sont pas compris dans ces services[68].
- 15 août - Le premier ministre du Canada Justin Trudeau annonce des élections fédérales anticipées pour le 20 septembre[69].
- 17 août - François Legault annonce la vaccination obligatoire pour le personnel de la santé[70].
- 19 août - La mairesse de Montréal, Valérie Plante, annonce l'interdiction de 36 pesticides dont le glyphosate dans sa ville. C'est la première fois qu'une municipalité canadienne va aussi loin dans la lutte contre ces produits[71].
- 24 août - Le gouvernement annonce que le masque sera obligatoire dans les salles de classe du primaire et du secondaire dans 9 régions du Québec dont celle de Montréal[72].
- 26 août - La commission parlementaire sur la vaccination obligatoire d'une durée de deux jours débute[73].
- 30 août - Reconnu coupable d'avoir agressé sexuellement un adolescent dans les années 1970, le comédien Edgar Fruitier écope d'une peine de six mois de prison[74].

### Septembre
- 1er septembre:
  - Le passeport vaccinal entre en vigueur[75].
  - Pierre Fitzgibbon redevient ministre de l'Économie et de l'Innovation. Il devient également ministre du Développement régional[76].
- 7 septembre - Les maires des cinq plus grandes villes du Québec profitent de la campagne électorale fédérale pour demander aux partis politiques de légiférer contre le trafic des armes à feu[77].
- 10 septembre - À la suite du débat des chefs fédéraux en anglais, durant lequel la modératrice a qualifié la loi 21 sur la laïcité et le projet de loi 96 sur la langue de «discriminatoire», le premier ministre François Legault se dit outré de ces propos et déclare: Prétendre que de protéger le français, c'est discriminatoire ou raciste, c'est ridicule[78].
- 17 septembre - Le manque d'infirmières fait que le centre d'urgence a fermé temporairement ses portes à Senneterre en Abitibi. Une manifestation est organisée dans la ville pour sauver ce service essentiel[79].
- 20 septembre - Justin Trudeau remporte l'élection fédérale mais avec un gouvernement libéral minoritaire. Au Québec, les résultats sont de 33 libéraux, 34 bloquistes, 10 conservateurs et 1 néo-démocrate[80].
- 23 septembre - 
  - Le gouvernement dépose le projet de loi 105 interdisant les manifestations antivaccins à moins de 50 mètres des écoles primaires et secondaires, des garderies, des hôpitaux et des cliniques de vaccination et de dépistage de la Covid 19[81].
  - François Legault promet une réorganisation du système de santé afin d'améliorer le réseau déficient. Il annonce des primes de 12 000 à 18 000 dollars pour les infirmières qui ne quitteront pas le réseau ou qui y reviendront. Cela doit faire revenir 4 300 infirmières. infirmières auxiliaires, inhalothérapeutes et perfusionnistes[82].
- 28 septembre - Christian Dubé annonce une troisième dose de vaccins pour les 220 000 personnes âgées habitant les foyers pour aînés à partir de la fin octobre[83].
- 30 septembre - Québec annonce des assouplissements du côté sanitaire pour le 8 octobre. Les salles de spectacle pourront en effet être remplies à pleine capacité pour les personnes doublement vaccinées[84].

### Octobre
- 5 octobre - Le rapport sur le mort de Joyce Echaquan conclut que c'est un système empreint de préjugés qui a conduit à sa mort. Joyce Echaquan est morte le 28 septembre 2020 à cause d'un traitement inadéquat de la part du personnel de l'établissement de Saint-Charles-Borromée. Avant de mourir, elle a subi des gestes et des propos racistes de la part de ce même personnel[85].
- 13 octobre - Québec annonce que la vaccination obligatoire du personnel de la santé est retardée jusqu'au 15 novembre[86].
- 19 octobre - Lors de son discours d'ouverture de session, François Legault annonce entre autres la décentralisation du système de santé, la création d'un ministère de la Cybersécurité et du Numérique et la fin prochaine de l'extraction d'hydrocarbures au Québec[87].
- 23 octobre - Le maire de Québec, Régis Labeaume, reçoit la Légion d'honneur des mains de l'ancien premier ministre français Alain Juppé[88].
- 28 octobre - Québec dépose le projet de loi 6 créant un ministère de la Cybersécurité et du Numérique dont Éric Caire sera à la tête[89].
- 29 octobre - Par 5 voix contre 4, la Cour suprême statue que l'humoriste Mike Ward n'a pas porté atteinte à la dignité du jeune chanteur Jérémy Gabriel lorsqu'il s'est moqué de lui lors de ses spectacles[90].

### Novembre
- 1er novembre - La députée de Maurice-Richard, Marie Montpetit, est exclue du caucus libéral. Une plainte de harcèlement psychologique a été lancée contre elle[91].
- 2 novembre - Hydro-Québec subit un échec à la suite d'un résultat d'un référendum dans le Maine aux États-Unis concernant le passage d'une ligne à haute tension devant passer sur ce territoire. 59 % des électeurs ont répondu non à ce projet qui devait rapporter 10 milliards $ à la société d'État[92].
- 3 novembre : 
  - élections dans les villages nordiques[93].
  - Le rapport de la coroner blâme la Sûreté du Québec concernant la disparition et la mort des sœurs Norah et Romy Carpentier en juillet 2020. L'alerte Amber aurait pu être déclenchée beaucoup plus tôt[94].
  - Michael Rousseau, PDG d'Air Canada, affirme n'avoir jamais appris et employé le français après 14 ans de vécu à Montréal. Le premier ministre Legault, depuis la COP26 à Glasgow, en Écosse, qualifie ses propos d'insultants. Michael Rousseau, quelques jours auparavant, avait fait un discours exclusivement en anglais devant la Chambre de commerce de Montréal[95].
- 7 novembre : 
  - Élections municipales: À Montréal, Valérie Plante remporte la victoire face à Denis Coderre[96]. À Québec, Bruno Marchand  est élu maire par une faible majorité[97]. Catherine Fournier est élue mairesse de Longueuil[98]. Stéphane Boyer est élu maire de Laval[99].
  - Le 43e Gala de l'ADISQ est animé pour la seizième fois consécutive par Louis-José Houde. Roxane Bruneau remporte le Félix d'interprète féminine de l'année et le rappeur FouKi celui d'interprète masculin de l'année. Klô Pelgag remporte deux trophées dont celui d'auteur-compositeur de l'année[100].
- 12 novembre - À deux jours de la fin de son mandat, le maire de Québec, Régis Labeaume, écrit à François Legault une lettre dans laquelle il déclare que le troisième lien n'est pas la meilleure solution pour diminuer le trafic sur les ponts à Québec. Selon lui, un réaménagement des voies sur ces ponts à l'heure de pointe serait l'une des pistes à envisager et coûterait moins cher[101].
- 14 novembre
  - Le député libéral de La Pinière et ancien ministre de la Santé, Gaétan Barrette, déclare qu'il ne se représentera pas aux prochaines élections[102].
  - Bruno Marchand  est assermenté comme 38e maire de Québec. Le règne de près de 14 ans de Régis Labeaume se termine.
- 19 novembre - Santé Canada donne son accord à Pfizer BioNTech pour vacciner les enfants de 5 à 11 ans. Au Québec, le ministre Christian Dubé déclare que la vaccination pourrait commencer dès la semaine prochaine[103].
- 22 novembre - Un premier cas positif du nouveau variant Omicron est confirmé au Québec[104].
- 23 novembre - La protectrice du citoyen, Marie Rinfret, rend public son rapport concernant les causes de la crise dans les CHSLD (centres d'hébergement de soins de longue durée) lors de la première vague de la Covid-19. Celui-ci met en évidence le manque de préparation des autorités sanitaires à cette époque. Le gouvernement Legault n'a pris conscience de la virulence du virus qu'à la mi-mars 2020[105].
- 25 novembre - Dans sa mise à jour économique, le gouvernement prévoit un déficit de 6,8 milliards de dollars, soit 5,4 milliards de moins que prévu. Le retour à l'équilibre budgétaire est prévu dans 7 ans. Le Québec performe bien puisque sa croissance économique a été de 6,5 % en 2021. Le gouvernement donnera un chèque à 3,3 millions de Québécois pour faire face à l'inflation[106].

### Décembre
- 1er décembre - Québec dépose la loi 15 réformant la Direction de la protection de la jeunesse (DPJ). L'intérêt de l'enfant sera désormais priorisé[107].
- 7 décembre - Québec annonce les conditions reliées aux rassemblements durant la période des fêtes. Un maximum de 20 personnes vaccinées pourront se réunir dans une seule demeure. Les personnes âgées de plus de 60 ans pourront avoir leur troisième dose à partir du mois de janvier[108].
- 9 décembre - La femme connue comme « la marâtre de Granby » est reconnue coupable de meurtre non prémédité sur sa belle-fille martyre de sept ans. Le drame avait eu lieu en 2019 et avait fait grand bruit à l'époque. Le Québec avait été scandalisé de cette histoire qui rappelait beaucoup l'affaire Aurore Gagnon[109].
- 10 décembre - Le nombre de cas positifs de Covid-19 dépasse pour la première fois depuis le mois de janvier le cap des 2 000 cas positifs par jour[110].
- 14 décembre - Le nombre de doses de vaccins administrés est de 14 272 937[111].
- 15 décembre - Il y a 2 386 nouveaux cas de Covid-19 au Québec. Le nombre de nouveaux cas n'avait pas été aussi élevé depuis le 10 janvier[112].
- 16 décembre - 
  - Des villes canadiennes comme Brampton en Ontario appellent à financer la contestation judiciaire contre la loi 21 québécoise sur la laïcité de l'État. Calgary emboîte bientôt le pas[113].
  - Devant la montée fulgurante des nouveaux cas de Covid-19, François Legault annonce de nouvelles restrictions sanitaires qui toucheront surtout les rassemblements privés. De plus, il annonce que les doses de rappel seront devancées pour la population âgée. Les personnes de moins de 60 ans devront attendre en janvier pour obtenir la leur[114].
- 20 décembre - Québec annonce un nouveau resserrement des mesures sanitaires. Il annonce la fermeture des bars, salles de cinéma, salles de spectacles, théâtres et centres de conditionnement physique. Les écoles primaires et secondaires ferment également. Les heures d'ouverture de restaurants sont réduites[115].
- 21 décembre - Pour la première fois depuis le début de la pandémie, le nombre de nouveaux cas passe au-dessus des 5 000 en une journée au Québec[116].
- 22 décembre - François Legault annonce que les rassemblements privés se limiteront à 6 personnes à partir du 26 décembre. Dans les restaurants, le nombre de personnes par table sera également limité à 6. Le nombre de nouveaux cas est passé au-dessus des 9 000 au cours de la journée[117].
- 28 décembre - La joueuse de tennis québécoise Leylah Annie Fernandez est nommée athlète féminine de l'année par la Presse canadienne[118].
- 30 décembre - À la suite de la montée exponentielle des hospitalisations, François Legault annonce de nouvelles mesures sanitaires: le couvre-feu est réinstallé de 22 à 5 heures; la rentrée scolaire est repoussée au 17 janvier 2022; les salles de restaurants ferment ainsi que les lieux de culte; les commerces ferment le dimanche[119].

## Décès
- 6 janvier - James Richard Cross (diplomate et ex otage du FLQ) (º 29 septembre 1921)
- 9 janvier - Lise Garneau (journaliste) (º 1947)
- 16 janvier - Vincent Davy (acteur) (º 24 septembre 1940)
- 27 janvier - Marthe Fleurant (chanteuse) (º 1945)
- 31 janvier - Pierre-Paul Savoie (chorégraphe) (º 14 janvier 1955)
- 4 février - Robert Dean (homme politique) (º 26 octobre 1927)
- 8 février - Roland Berthiaume (Berthio, caricaturiste) (º 12 décembre 1927)
- 15 février - Raymond Lévesque (auteur-compositeur-interprète) (º 7 octobre 1928)
- 19 février - Jocelyn Hardy (joueur de hockey et animateur de radio) (º 5 décembre 1945)
- 25 février - Maurice Tanguay (homme d'affaires et philanthrope) (º 20 septembre 1933)
- 7 mars - Edward Rémy (journaliste artistique) (º 10 mars 1926)
- 16 mars - Pete Ward (joueur de baseball) (º 26 juillet 1937) (mort aux États-Unis)
- 10 avril - Michel Girouard (chroniqueur culturel) (º 29 août 1944)
- 14 avril - Michel Louvain (Michel Poulin) (chanteur) (º 12 juillet 1937)
- 28 avril - Minou Petrowski (d) (journaliste) (º 11 octobre 1931)
- 29 avril - Claude Jasmin (écrivain) (º 10 novembre 1930)
- 11 mai - Serge Bouchard (anthropologue) (º 27 juillet 1947)
- 18 mai - Gilles Lupien (joueur de hockey) (º 20 avril 1954)
- 18 mai - John Gomery (juge) (º 9 août 1932)
- 19 mai - Gilbert Comtois (acteur) (º 15 août 1937)
- 1er juin - Jacques Lacoursière (historien) (º 4 mai 1932)
- 15 juin - Robert Desroches (acteur) (14 juillet 1929)
- 22 juin - René Robert (joueur de hockey) (º 31 décembre 1948)
- 2 juillet - Naïm Kattan (écrivain québécois d'origine juive irakienne), mort à Paris (° 26 août 1928).
- 22 juillet - Michèle Lalonde (écrivaine) (º 28 juillet 1937)
- 4 août - Guy Lamarche (journaliste) (º 1935)
- 4 août - Jocelyne Bourassa (joueuse de golf) ( 30 mai 1947)
- 16 août - Pascal Rollin (Guy Bilodeau) (acteur) (º 10 mai 1940)
- 17 août - Rock Demers (producteur cinématographique) (º 11 décembre 1933)
- 19 août - Rodrigue Gilbert (joueur de hockey) (º 1er juillet 1941) (mort aux États-Unis)
- 21 août - Normand Cazelais (journaliste et auteur) (º 1944)
- 26 août - Jérôme Proulx (homme politique) (º 28 avril 1930)
- 27 août - Jim Bartlett (joueur de hockey) (º 27 mai 1932)
- 9 septembre - Jean-Paul Jeannotte (chanteur classique) (º 9 mars 1926)
- 13 septembre - Michel Garneau (poète et dramaturge) (º 25 avril 1939)
- 30 septembre - Andrée Boucher (actrice) (º 19 septembre 1938)
- 5 octobre - Pierre Légaré (humoriste) (º 2 juin 1949)
- 18 octobre - Jean Rochon (médecin et homme politique) (º 29 juillet 1938)
- 19 octobre - Michel Nadeau (journaliste et administrateur) (º 1947)
- 31 octobre - Michel Robidoux (compositeur) (º 10 juillet 1943)
- 6 novembre - Diane Barbeau (femme politique) (º 23 mars 1961)
- 14 novembre - Pierre Reid (homme politique) (º 16 août 1948)
- 15 novembre - Karim Ouellet (auteur-compositeur-interprète) (º 8 décembre 1984)
- 20 novembre - Rita Letendre (peintre) (º 3 novembre 1928)
- 21 novembre - René Durocher (historien) (º 28 juin 1938)
- 30 novembre - Marie-Claire Blais (écrivaine) (° 5 octobre 1939)
- 1er décembre - Abla Farhoud (écrivaine) (º 1945)
- 18 décembre - Renée Martel (chanteuse) (º 26 juin 1947)
- 19 décembre - Gérard Poirier (comédien) (º 4 février 1930)
- 25 décembre - Carmen Bourassa (productrice télé) (º 1942)
- 25 décembre - Jean-Marc Vallée (cinéaste) (º 9 mars 1963)